# Эстония на летних Олимпийских играх 2008
Эстония принимала участие в Летних Олимпийских играх 2008 года в Пекине (Китай) в пятый раз за свою историю, и завоевала одну серебряную и одну золотую медали. Сборную страны представляли 47 спортсменов , из них 13 — женщины. Это самое большое число спортсменов Эстонии, участвующих в олимпиаде.

## Медалисты
| Медаль  | Спортсмен                 | Вид спорта           | Дисциплина             |
| ------- | ------------------------- | -------------------- | ---------------------- |
| Золото  | Герд Кантер               | Лёгкая атлетика      | Мужчины, метание диска |
| Серебро | Юри Яансон Тыну Эндрексон | Академическая гребля | Мужчины, двойки парные |

## Результаты соревнований

### Академическая гребля
В следующий раунд из каждого заезда проходили несколько лучших экипажей (в зависимости от дисциплины). В финал A выходили 6 сильнейших экипажей, остальные разыгрывали места в утешительных финалах B-F.
Мужчины
| Соревнование  | Спортсмены                | Предварительный заезд | Предварительный заезд | Предварительный заезд | Отборочный заезд | Отборочный заезд | Отборочный заезд | Четвертьфинал | Четвертьфинал | Четвертьфинал | Полуфинал     | Полуфинал     | Полуфинал     | Финал   | Финал   | Итоговое место |
| Соревнование  | Спортсмены                | Заезд                 | Время                 | Место                 | Заезд            | Время            | Место            | Заезд         | Время         | Место         | Заезд         | Время         | Место         | Время   | Место   | Итоговое место |
| ------------- | ------------------------- | --------------------- | --------------------- | --------------------- | ---------------- | ---------------- | ---------------- | ------------- | ------------- | ------------- | ------------- | ------------- | ------------- | ------- | ------- | -------------- |
| одиночки      | Андрей Ямся               | 2                     | 7:48,24               | 4 Q                   | Не проводится    | Не проводится    | Не проводится    | 3             | 7:05,48       | 4             | Полуфинал C/D | Полуфинал C/D | Полуфинал C/D | Финал C | Финал C | 17             |
| одиночки      | Андрей Ямся               | 2                     | 7:48,24               | 4 Q                   | Не проводится    | Не проводится    | Не проводится    | 3             | 7:05,48       | 4             | 2             | 7:16,38       | 2             | 7:19,60 | 5       | 17             |
| двойки парные | Тыну Эндрексон Юри Яансон | 2                     | 6:27,95               | 3 Q                   | не участвовали   | не участвовали   | не участвовали   | не проводится | не проводится | не проводится | 2             | 6:21,11       | 2 QA          | Финал A | Финал A | 2              |
| двойки парные | Тыну Эндрексон Юри Яансон | 2                     | 6:27,95               | 3 Q                   | не участвовали   | не участвовали   | не участвовали   | не проводится | не проводится | не проводится | 2             | 6:21,11       | 2 QA          | 6:29,05 | 2       | 2              |

### Велоспорт

#### Шоссейный велоспорт
Мужчины
| Соревнование         | Спортсмен     | Время     | Место | Отставание |
| -------------------- | ------------- | --------- | ----- | ---------- |
| индивидуальная гонка | Рейн Таарамяэ | 1 05' 47" | 17    | +8' 51"    |
| групповая гонка      | Рейн Таарамяэ | 6 30' 49" | 48    | + 7' 00"   |
| групповая гонка      | Танел Кангерт | 6 36' 48" | 69    | + 12' 59"  |

Женщины
| Соревнование    | Спортсмен    | Время     | Место | Отставание |
| --------------- | ------------ | --------- | ----- | ---------- |
| групповая гонка | Грете Трейер | 3 33' 17" | 30    | +53"       |

#### Трековый велоспорт
Мужчины
| Соревнование | Спортсмен       | Квалификация   | Квалификация | Раунд 1                 | Раунд 2                 | Четвертьфинал           | Полуфинал               | Финал                   | Место                |
| Соревнование | Спортсмен       | Время Скорость | Место        | Соперник Время Скорость | Соперник Время Скорость | Соперник Время Скорость | Соперник Время Скорость | Соперник Время Скорость | Место                |
| ------------ | --------------- | -------------- | ------------ | ----------------------- | ----------------------- | ----------------------- | ----------------------- | ----------------------- | -------------------- |
| спринт       | Даниэль Новиков | 11.187 64.360  | 21           | Завершил выступление    | Завершил выступление    | Завершил выступление    | Завершил выступление    | Завершил выступление    | Завершил выступление |

### Стрельба
| Соревнование | Спортсмен     | Квалификация | Квалификация | Финал     | Финал     | Всего | Всего |
| Соревнование | Спортсмен     | Очки         | Место        | Очки      | Место     | Очки  | Место |
| ------------ | ------------- | ------------ | ------------ | --------- | --------- | ----- | ----- |
| Скит         | Андрей Инешин | 115          | 18           | Не прошёл | Не прошёл | 115   | 18    |